# Horodok, Chmelnytskyj oblast
Horodok (ukrainska: Городок uttal (fil)) är en stad i Chmelnytskyj rajon, Chmelnytskyj oblast i Ukraina. 
Staden hade 2021 en befolkning på 17 746, medan den 2022 uppskattas till 15 633.